# Fossatum Africae

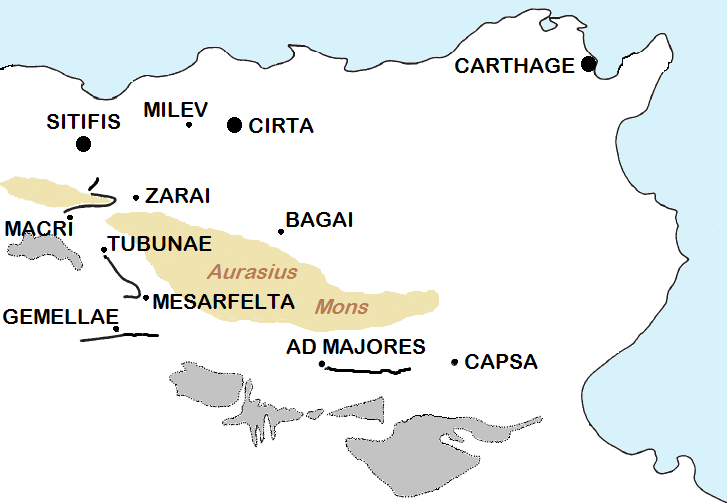
Черные линии указывают приблизительное расположение четырёх участков Fossatum Africane.

Fossatum Africae («Африканский ров») — одно или несколько римских линейных оборонительных сооружений (иногда называемых лимесами) в Северной Африке, простиравшееся на 750 км или более было возведено с целью защиты и контроля над южными границами империи в Африке, являлось частью большой пограничной системы в римской Африке. Считается, что имеет много общего с Адриановым валом.

## История
Fossa regia была первой пограничной линией, построенной в римской Африке, которая первоначально использовалась для ограничения Нумидийского царства от покорённой римлянами в ходе Третьей Пунической войны территории Карфагена. Однако считается, что она не зависит от Fossatum Africae.
В исторической литературе до 20-го века есть только одно упоминание о Fossatum: в письме римским императорам Гонорию и Феодосию II от викария Африки Гаудентиуса от 409 года, сохранённом в Кодексе Феодосия. Отметив, что сооружение было основано «древними», императоры предупредили римских граждан Африки, что, если они не будут поддерживать в должном состоянии лимесы и фоссатумы, то эта работа (с соответствующими правами на землю и другими преимуществами) будет передана дружественным варварским племенам.
Точно неизвестно дата возведения Fossatum. Сооружение такого размера было бы работой столетий, и археологические раскопки многих крепостей и городов на его пути позволили выявить множество дат от правления императора Адриана до Константина. Нынешнее мнение не изменилось после выступления Барадеса в 1949 году который пришел к выводу, что строительство, вероятно, началось после первого визита Адриана в Африку в 122 г. (и до/после его второго визита в 128 г.). Этот вывод основан на сходстве со валом Адриана в Британии и стремлении этого правителя к усилению защиты империи. Барадес также постулировал импульс строительства во время правления Гордиана III и отказ от поддержания сооружения в 430—440 годах после вторжения вандалов.
Построенный в засушливом районе с сильными ветрами и песчаными песчаными бурями, Фоссатум быстро разрушился, и от него остались только руины. В средние века арабские кочевники из Бану Хиляль занимали большую часть территории и заметили к юго-западу от Бискры ров, который они назвали сакия (оросительный канал) и приписали его легендарной арабской царице Бинт аль-Хасс (или аль-Крас), которая построила его для снабжения паломников в Мекку водой. В другом месте остатки стены, связанной с Фоссатумом, приписывались al-Fara’un (фараону).
Историки и археологи в 19 веке продолжали считать, что это был оросительный канал, пока в начале 20 века Гзель не отождествил его с fossatum из Кодекса Феодоссия.
Однако полная протяженность Фоссатума не была известна до окончания Второй мировой войны, когда полковник Жан Барадес начал использовать аэрофотосъемку для определения местоположения археологических памятников. Он продолжил воздушные работы походами по земле и раскопками на многих участках пути. Его книга с множеством аэрофотоснимков и наземных фотографий станет стандартным справочником.
Идеи о предназначении Фоссатума развивались со времен Барадеса. Принимая во внимание военную специальность Барадеса и использование во Второй мировой войне рвов, им подчёркивался военный аспект сооружения. Сейчас фоссатум считают предназначенным в первую очередь для таможенного и миграционного контроля, о чём свидетельствуют надписи в Зараи с длинными списками продуктов и таможенных тарифов.

## Устройство
Барадес выделял четыре части:
- Участок Ходна или Бу-Талеб: начинается недалеко от современного города Айн-Улмен на северо-восточных склонах гор Ходна, направляется на юг по предгорьям, затем на восток в сторону Зараи, затем удваивается на запад, чтобы окружить восточный конец гор Ходна, стоя между ними и римскими поселениями Целлас и Макри. Длина этого сегмента составляет около 100 км. Вероятно, он пересекает границу между Нумидией и Мавретанией Ситифенсис.
- Участок Тобна: начинается недалеко от Тубуна (современная Тобна), направляется на юго-юго-восток к ущелью, где река Уэд-Ксур выходит из гор Орес (к югу от современного города Аль-Кантара), на юг к римскому городу Месарфельта, затем короткий участок на запад, чтобы охватить северо-восточную ветвь гор Заб. Длина этого раздела составляет около 50 км. Фоссатум связан с римским административным пограничным районом лимес Тубуненсис, но, поскольку он находится на расстоянии до 60 км от известной границы, нельзя сказать, что он действительно отмечает лимес[11]
- Участок Гемеллае: проходит примерно 60 км параллельно и проходит в 4-5 км. к югу от Вад-Джади, к югу и юго-западу от римского города Весцера (современный Бискра); в центре находится крупное римское военное учреждение (Гемеллае). Фоссатум находится недалеко, но немного севернее границы римского административного округа, известного как липы Gemellensis. Он отмечает конец орошаемой территории (с источником Вад-Джади) и начало пустыни Сахара.
- Участок Ад Майорес: начинается в Ад Майоресе (современный Бессериани) и тянется на восток примерно на 70 км, следуя за грядой холмов и почти достигая современной деревни Матлави. Фоссатум связан с римским административным пограничным районом, известным как Limes Montensis, но, поскольку он на 60 км. удален от известной границы или больше, нельзя сказать, что он действительно обозначает лимес.[12] Однако недавнее исследование показало, что Fossatum вероятно был римской дорогой, а не рвом.[13]

Также может быть ещё один сегмент к северу от Тобны.
Обычно ров состоял из канавы и земляных насыпей с обеих сторон, иногда набережные дополняются сухими каменными стенами с одной или обеих сторон; редко встречаются каменные стены без рва. Ширина фоссатума обычно составляет 3-6 м., но в исключительных случаях может достигать 20 м. Там, где это возможно, она или её самая высокая стенка сооружается на контрэскарпе. Раскопки возле Гемелл показали, что глубина здесь составляет 2-3 м., ширина в 1 м. на дне расширяется до 2-3 м.
Фоссатум сопровождается множеством небольших сторожевых башен и многочисленными крепостями, часто построенными на виду друг у друга.
Подобные, но более короткие рвы есть и в других частях Северной Африки. Между хребтами Матмата и Табага в современном Тунисе есть фоссатум, которая была скопирован во время Второй мировой войны. Похоже, что в реке Бу-Регреге в Марокко также есть 20-километровый фоссатум, хотя это сооружение не входило в сферу действия Кодекса Феодосия, поскольку в то время провинция не относилась к Африке с административной точки зрения.